# Flydetrawl
Flydetrawl er trawl i de frie vandmasser mellem overflade og bund.
Slæber man flydetrawl i det åbne hav eller oceanerne på stor vanddybde - også kendt som den pelagiske zone -, kaldes det pelagisk trawl eller dybhavstrawl.
Flydetrawl anvendes til fangst af fisk i stimer f.eks. sild, brisling, makrel og blå-hvilling.
Flydetrawl er bygget noget anderledes end bundtrawl, idet de f.eks. ikke har det karakteristiske 'tag'. Opdelingen mellem de to trawl-typer er dog ikke så skarp i praksis, idet der findes alle mulige mellemformer. Bundtrawl bruges desuden indimellem oppe over bunden i de frie vandmasser, ligesom flydetrawlene. I så fald kaldes de også for semi-pelagiske trawl, idet 'pelagisk' refererer til hvor trawlet slæbes og ikke nødvendigvis hvilket trawl der slæbes med. Tilsvarende sættes nogle flydetrawl indimellem på havbunden, hvis fiskestimerne står her.